# Sugauli
Sugauli is een notified area in het district Purba Champaran van de Indiase staat Bihar. 

## Demografie
Volgens de Indiase volkstelling van 2001 wonen er 31.362 mensen in Sugauli, waarvan 54% mannelijk en 46% vrouwelijk is. De plaats heeft een alfabetiseringsgraad van 42%. 